# Луиш I
Луиш (Людовик) I Популярный  (порт. D. Luís I o Popular; Luis Filipe Maria Fernando Pedro de Alcântara Antonio Miguel Rafael Gabriel Gonzaga Xavier Francisco de Assis Juan Augusto Julio Walfando Saxe-Coburg-Gotha e Bragança; 31 октября 1838, Лиссабон, Португалия — 19 октября 1889, Кашкайш, Португалия) — король Португалии с 11 ноября 1861. Сын Марии II и Фернанду II. Принадлежал к дому Саксен-Кобург-Гота, официально считаясь представителем династии Браганса-Кобург.
Луиш I вступил на трон после смерти своего брата Педру V. Царствование Луиша было отмечено проведением ряда либеральных реформ внутри страны и отменой рабства в колониях. Португалия при нём сделала заметные успехи в экономическом развитии. Также были расширены колониальные владения в Африке.
Луиш был образованным человеком и писал стихи на родном языке, но не имел никаких других талантов, позволявших отличиться на политическом поприще, где он оказался после смерти своих двух старших братьев, Педру V и Фернанду. Получил прозвище Популярный (порт. o Popular).

## Политика
Во внутренней политике правление Луиша I было отмечено неоригинальной и неэффективной сменой переходных правительств, сформированных в разное время либерально настроенными прогрессистами и — консервативно — регенераторами, которым король благоволил. На годы правления Луиша пришёлся один из периодов внутренней стагнации в Португалии, когда королевство в наибольшей степени отставало от других западноевропейских государств Европы в политической, экономической, технологической сферах.
Колониальная политика в период правления Луиша была ознаменована закреплением за Португалией залива Делагоа в 1875 году, а также потерей Португалией сухопутной границы между Анголой и Мозамбиком в связи с началом активной деятельности бельгийцев в Конго.

## Семья
С 1862 года был женат на Марии-Пии (1847—1911) — дочери итальянского короля Виктора Эммануила II. От этого брака родились:
1. Карлуш I (1863—1908) — предпоследний король Португалии
2. Афонсу (1865—1920) — герцог Порту
3. Сын (род. и ум. 27/28 ноября 1866).

## Память
В честь короля назван мост Понте-де-Дон-Луиш через реку Дору в Португалии. Соединяет города Порту и Вила-Нова-ди-Гая.